# Tabernaemontana gamblei
Tabernaemontana gamblei là một loài thực vật thuộc họ Apocynaceae. Đây là loài đặc hữu của Ấn Độ.